# Кукуевская катастрофа
Кукуевская железнодорожная катастрофа (от названия близлежащей деревни Кукуевки, сейчас в Чернском районе Тульской области России) — крушение почтового поезда, произошедшее в ночь с 29 на 30 июня 1882 года на 316 км (7 пикет) перегона Чернь — Мценск, недалеко от станции Бастыево Московско-Курской железной дороги.

## Описание
Сильнейший ливень, сопровождавшийся сильной грозой, привёл к тому, что водопропускная чугунная труба под земляной насыпью через глубокий овраг, диаметром в полтора аршина (чуть более одного метра), не выдержала огромного напора и не справилась с притоком воды. В результате высокая насыпь была размыта на большом протяжении, железнодорожное полотно повисло в воздухе, разорвавшись во время прохождения почтового поезда №3 Москва - Курск. Семь первых вагонов поезда провалились в образовавшуюся пустоту, а затем были завалены разжиженным грунтом. Машинист проходившего получасом ранее поезда заметил, что с насыпью происходит что-то неладное, и доложил об этом по прибытии на станцию Чернь, но предупреждение оказалось бесполезным: из-за грозы телеграф не работал.
В результате крушения погибло 42 человека, 35 было ранено.
В числе погибших оказался 22-летний племянник русского писателя Ивана Тургенева — Николай Николаевич Тургенев; от этой вести брата писателя, Николая Сергеевича Тургенева, разбил паралич. Спустя несколько дней после трагедии Иван Тургенев писал Жозефине Полонской: "Мне постоянно мерещатся эти несчастные, задохнувшиеся в тине, и хотя отрытие их теперь, конечно, ничему не поможет — но я весь горю негодованием при мысли, что в течение нескольких дней ничего не было сделано!"
Ликвидация последствий крушения была затруднена тем, что поток воды не прекращался, засасывая в трясину обломки вагонов и трупы людей. Раскопки на месте катастрофы, к которым привлекли солдат, завершились только 15 июля.

## Кукуевская катастрофа в прессе и литературе
«Вспоминаю момент приезда: […] Огромный глубокий овраг пересекает узкая, сажень до двадцати вышины, насыпь полотна дороги, прорванная на большом пространстве, заваленная обломками вагонов. На том и другом краю образовавшейся пропасти полувисят готовые рухнуть разбитые вагоны. На дне насыпи была узкая, аршина в полтора диаметром, чугунная труба — причина катастрофы. […] Два колена трубы, пудов по двести каждая, виднелись на дне долины в полуверсте от насыпи, такова была сила потока…».
На следующий же день на месте катастрофы в качестве газетного репортёра оказался Владимир Гиляровский, которому удалось нелегально проникнуть в оцепленный полицией и войсками район. В течение двух недель Гиляровский, бывший всё это время в районе крушения, вопреки попыткам чиновников «замолчать» катастрофу, обеспечивал информирование о ходе спасательной операции читателей газеты «Московский листок». После этих четырнадцати дней непрерывной работы на месте аварии Гиляровский, по собственному признанию, полгода страдал расстройством обоняния и не мог есть мясо.
Следствием катастрофы стала оживлённая полемика в прессе: предметом критических публикаций были порядки, царившие в ведомстве путей сообщения, личные грехи отдельных железнодорожных чиновников. Кукуевская катастрофа была не первой на сети российских железных дорог, но она в силу широкого освещения в прессе и значительного числа жертв глубоко потрясла общество и стала в определённой степени одним из знаковых явлений, грозным символом технического прогресса, неуклонно наступавшего на быстро развивавшуюся капиталистическую Россию. Позднее выражение «кукуевская катастрофа» как нарицательное обозначение аварии, серьёзной неудачи фигурировало в произведениях Антона Чехова («Счастливчик», «Тёмною ночью»), Михаила Салтыкова-Щедрина («Современная идиллия»). Ряд подлинных событий вокруг расследования Кукуевских событий лёг в основу рассказа («огромнейшего романа в сжатом виде») Чехова «Тайны ста сорока четырёх катастроф, или Русский Рокамболь». Лев Толстой упомянул об этой катастрофе в религиозно-философском трактате «В чём моя вера?».
Кукуевская катастрофа упоминается в 4 серии телесериала «Позолоченный век» о железнодорожных промышленниках США XIX века.
Про катастрофу написан рассказ Елены Щетининой «Вдоль села Кукуева».

## Память
В 2003 году на станции Скуратово в память о жертвах катастрофы силами Тульского отделения Московской железной дороги была построена часовня.